# Диксит (игра)
„Диксит“ (на английски: Dixit) е настолна игра с карти и табло, създадена през 2008 г. от компанията „Libellud“. Неин автор е Жан-Луи Рубира, а художниците на картите са различни в отделните версии на играта. В следващите години се издават други продължения на „Диксит“ с нови илюстрации на картите, които допълват предходните и могат да се играят едновременно с тях. Тя спада към асоциативните игри и може да се практикува от най-малко трима души. Смята се, че сравнително простите правила и екстравагантните авторски рисунки на картите предполагат абстрактно мислене. 
Играта се състои от 84 карти в голям формат (8X12 cm) с илюстрации без текст като всяка карта се различава от останалите. Съществуват различни поредици карти с картинки, които са напълно съвместими с останалите. Това позволява увеличаване на броя на играчите и на възможните асоциации.

## Правила на играта
На всеки се раздават по 6 карти. Един от играчите е определен за „разказвач“. Той изрича дума или изречение, които да съответстват на една от картите, които държи в ръка. Възможността за интерпретации и за задаване на тема са безгранични. Свободата на разказвача в случая е пълна. След това той поставя избраната карта с лице към масата, за да не могат останалите участници да я видят. След разказвача всички останали играчи също поставят по една карта на масата. Това трябва да е картата, която според тях най-добре съответства на фразата, казана от разказвача. След което разказвачът събира, разбърква картите и ги поставя по видим начин, с лице нагоре, една до друга на масата.

### Гласуване
Всеки играч трябва да се опита да познае коя е картата, която е вдъхновила първоначално разказвача. Чрез табелките за гласуване той определя коя според него е картинката на разказвача. Освен това е забранено да се гласува за своята собствена карта. Разказвачът също няма право да гласува, защото той очевидно знае истинската карта. В някои от версиите на играта не се гласува с карти за гласуване, а с пулове, които се поставят в карта с номерирани отвори. Това също следва да се прави тайно. Този тип на гласуване се използва при наличието на повече играчи, до 12.

### Изчисляване на точките
С цел следене на резултатите всеки играч разполага с един дървен заек с различен цвят. Той се придвижва по номерирано от 1 до 30 табло в съответствие с получените точки според следния принцип:
- Ако всички играчи са познали търсената карта, това може да означава, че асоциацията е била прекалено лесна за всеки. В този случай разказвачът получава 0 точки, а всички останали взимат по 2 точки.
- Когато енигмата е прекалено сложна и нито един участник не познава картата на разказвача, точкуването е същото: разказвач – 0 точки, другите играчи – по 2 точки.
- В другите случаи, когато правилната карта бива посочена от един или повече (но не всички) играчи, то разказвачът и всеки от позналите получават по 3 точки.
- Всеки, който не е разказвач, но чиято карта е избрана от някой друг участник, получава по 1 точка за глас.

След приключване на всеки кръг се раздава по още една карта на всеки играч. По този начин участниците трябва да имат по 6 карти преди началото на нов кръг. Този процес се повтаря до изчерпване на всички карти. Един след друг всички играчи се редуват да бъдат разказвачи. Това обикновено става по часовниковата стрелка. Победител става този, който първи достигне 30 точки.